# Akodon dolores
Akodon dolores är en däggdjursart som beskrevs av Thomas 1916. Akodon dolores ingår i släktet fältmöss, och familjen hamsterartade gnagare. IUCN kategoriserar arten globalt som livskraftig. Inga underarter finns listade i Catalogue of Life.
Denna fältmus förekommer i centrala Argentina. Arten vistas där i buskskogar i låglandet.